# Lilla Gäddtjärnen (Säters socken, Dalarna)
Lilla Gäddtjärnen är en sjö i Säters kommun i Dalarna och ingår i Dalälvens huvudavrinningsområde.